# Tringgus-Sembaan Bidayuh jezik
Tringgus-Sembaan Bidayuh jezik (ISO 639-3: trx; tringus), austronezijski jezik, jedini predstavnik podskupine sembaan, šira skupina jezgrovnih bidayuh jezika, kojim govori oko 850 ljudi u Maleziji (2007 Z. Akter) jugozapadno od Kuchinga, i nešto na Kalimantanu u Indoneziji. Prema ranijim podacima broj govornika iznosio je 350 (1981 Wurm and Hattori); 850 (2007 Z. Akter).
Ima dva dijalekta tringgus i mbaan (Sembaan, Bimbaan) od kojih se svaki govori u nekoliko sela. Ne smije se brakati s jezikom tring [tgq].

## Vanjske poveznice
- Ethnologue (15th)